# 张明体
张明体（1968年9月—），男，汉族，河南镇平人，1987年6月参加工作，1989年5月加入中共，河南省委党校经济管理专业研究生。现任河南省退役军人事务厅厅长。

## 生平
2007年9月，任社旗县县长，后任社旗县委书记；
2014年3月，任南阳市人民政府副市长；后任中共南阳市委常委、政法委书记，南阳市委副书记、政法委书记；
2021年11月，任河南省退役军人事务厅厅长。

### 落马
2024年9月21日，张明体涉嫌严重违纪违法接受河南省纪委监委纪律审查和监察调查。